# Alison Croggon

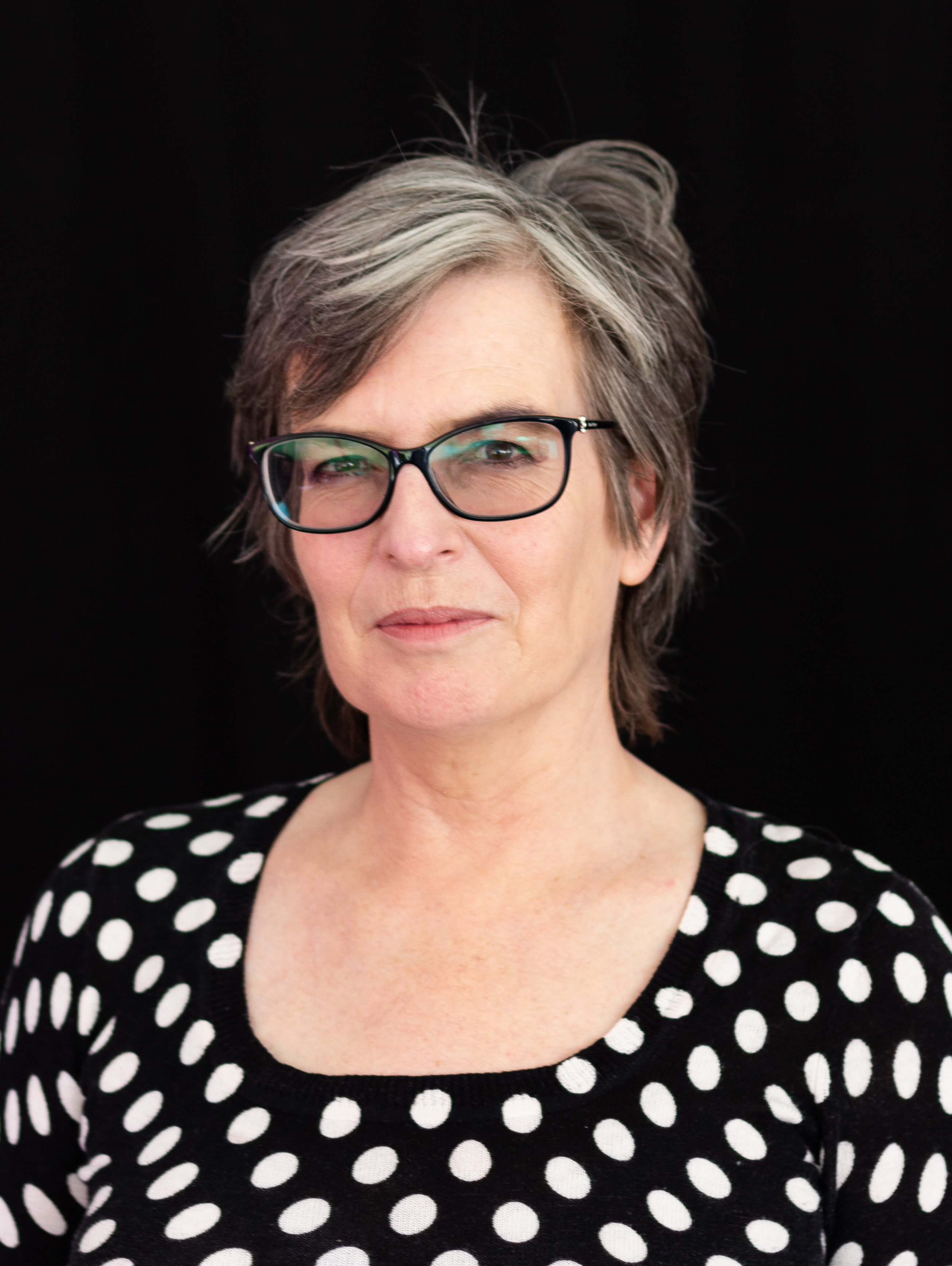
Alison Croggon

Alison Croggon (* 1962 in Transvaal, Südafrika) ist eine australische Schriftstellerin und Theaterkritikerin.
Croggon arbeitete als Journalistin für die Zeitung Sydney Moring Herald. Ihre erste Dichtung This is the Stone, gewann den Anne Elder Award sowie den Mary Gilmore Preis. Ihre Erzählung Navigatio wurde 1995 für den australischen Vogel Literary Award nominiert. Inzwischen hat sie zudem fünf Romane im Rahmen ihrer groß angelegten Fantasy Saga Pellinor veröffentlicht. Außerdem schreibt sie für das Online-Magazin Masthead und verfasst nebenbei Theaterkritiken.
Alison Croggon schrieb ebenso das Textbuch von Michael Smetanins Oper Gauguin and The Burrow, welche 2000 ihre Premiere am Melbourne Festival und Perth Festival feierte.

## Werke

### Dichtungen
- 1991 – This is the Stone
- 1997 – The Blue Gate
- 2001 – Mnemosyne
- 2002 – Attempts at Being. Salt Publishing
- 2003 – The Common Flesh: Poems 1980–2002
- 2004 – November Burning

### Erzählungen
- 1996 – Navigatio

### Textbücher
- 1995 – The Burrow
- 2000 – Gauguin (a synthetic life)
- 2014 – The Riders

### Fantasy-Romane

#### Pellinor-Saga
- The Bone Queen,  Walker Books 2016, ISBN 978-1-4063-6923-6 (Vorgeschichte)
- The Gift, Penguin Books Australia 2002, ISBN 0-14-029343-4 (The Naming in den USA)
  - Die Gabe, Bastei Lübbe 2007, Übersetzer Michael Krug, ISBN 3-404-28514-X
- The Riddle, Penguin Books Australia 2004, ISBN 0-14-300213-9
  - Das Rätsel, Bastei Lübbe 2008, Übersetzer Michael Krug, ISBN 3-404-28515-8
- The Crow, Penguin Books Australia 2006, ISBN 0-14-300214-7
  - Die Krähe, Bastei Lübbe 2008, Übersetzer Michael Krug, ISBN 978-3-404-28519-8
- The Singing, Penguin Books Australia 2008, ISBN 978-0-670-07238-5
  - Das Baumlied, Bastei Lübbe 2009, Übersetzer Michael Krug, ISBN 978-3-404-28528-0

#### Einzeltitel
- Black Spring, Walker Books 2013, ISBN 978-1-4063-3958-1
  - Land des Todes, Bastei Lübbe 2013, Übersetzer Michael Krug, ISBN 978-3-404-20708-4
- The River and the Book, Walker Books 2015, ISBN 978-1-4063-6417-0
- The Threads of Magic, Walker Books 2020, ISBN 978-1-4063-8474-1